# MedLife
MedLife este o companie furnizoare de servicii medicale, din România.
A fost fondată de doctorul pediatru Mihaela Cristescu în anul 1996.
Ulterior, conducerea firmei a fost preluată de fiul doamnei Cristescu, Mihail Marcu.
Lanțul de clinici deținut de MedLife SA este compus din șapte hiperclinici, opt laboratoare proprii de analize și 28 de centre medicale generaliste, având un parteneriat de colaborare cu peste 110 clinici din toată țara.
MedLife deține cel mai mare spital privat din țară, Life Memorial Hospital, rezultatul unei investiții de peste 10 milioane de euro.
Spitalul asigură numeroase specialități: chirurgie generală și chirurgie plastică, oftalmologie, dermatologie, ORL, pediatrie, ginecologie, maternitate și neonatologie, oncologie etc.
În București, MedLife deține trei clinici de mari dimensiuni: Hypeclinica MedLife Grivița, Hypeclinica MedLife Unirii și Hyperclinica MedLife Favorit.
Mai deține și Hyperclinica MedLife Timișoara.
Deține un centru medical și un laborator în Cluj, și oferă clienților săi servicii medicale prin intermediul celor 120 de clinici și centre medicale partenere din rețeaua NetLife.
În anul 2008, MedLife avea 130.000 de abonați din peste 1.300 de companii.
În februarie 2011, MedLife a achiziționat pachetul majoritar de 55% din grupul medical privat Genesys Medical Clinic din Arad, pentru suma de 2 milioane de euro.
Număr de angajați:
- 2011: 1.500[7]
- 2008: 985[5]

Cifra de afaceri:
| Anul          | 2010 | 2007 | 2006 |
| ------------- | ---- | ---- | ---- |
| milioane euro | 40   | 12,7 | 7,5  |